# Anton Eberhard
Anton Eberhard (* 9. April 1892 in Rechberghausen; † 3. Juni 1967 in Neustadt an der Weinstraße) war ein deutscher Politiker (FDP).

## Leben und Beruf
Nach dem Besuch der Volks- und Mittelschule absolvierte Eberhard eine kaufmännische Lehre und eine Berufsausbildung im Bilanz- und Steuerwesen. Außerdem besuchte er für zwei Jahre die Handelshochschule. Er war 1920/21 als Verbandssyndikus tätig und arbeitete seit 1922 als selbständiger Steuer- und Wirtschaftsberater in Bad Dürkheim.

## Partei
Eberhard war von 1925 bis 1927 Mitglied der DVP. 1947 trat er in die FDP ein und war bis 1949 Vorsitzender des FDP-Ortsverbandes Bad Dürkheim, Vorsitzender des FDP-Kreisverbandes Neustadt sowie Vorsitzender des FDP-Bezirksverbandes Pfalz. 1950 wurde er in den Landesvorstand der FDP Rheinland-Pfalz gewählt. Von Mai 1951 bis Mai 1953 war er Landesvorsitzender und ab Juni 1953 Landesschatzmeister der rheinland-pfälzischen Liberalen. Als Landesvorsitzender vertrat er die FDP Rheinland-Pfalz im FDP-Bundesvorstand.

## Abgeordneter
Eberhard wurde 1948 in den Rat der Stadt Bad Dürkheim und in den Kreistag des Kreises Neustadt gewählt. Er war von 1951 bis 1953 Mitglied des Rheinland-Pfälzischen Landtages und dort 1951/52 Vorsitzender der FDP-Fraktion. Dem Deutschen Bundestag gehörte er vom 3. Oktober 1952 an, als er für den zum rheinland-pfälzischen Finanzminister ernannten Abgeordneten Wilhelm Nowack nachrückte, bis 1957 und erneut vom 4. November 1959, als er für den ausgeschiedenen Abgeordneten Fritz Glahn nachrückte, bis 1961 an. Er zog stets über die FDP-Landesliste Rheinland-Pfalz ins Parlament ein.

## Öffentliche Ämter
Eberhard amtierte von Juni 1945 bis März 1946 als Bürgermeister der Stadt Bad Dürkheim.